# Osório Tuiuti
Osório Tuyuty Fagundes de Oliveira Freitas (São Borja, 24 de maio de 1900 - Porto Alegre, 22 de setembro de 1968) foi um escritor, professor, militar, bacharel em direito e político brasileiro.

## Biografia
Nasceu em São Borja, no Rio Grande do Sul, em 1990, filho do general e engenheiro militar João José de Oliveira Freitas e de Ecilda Fagundes. Inicia a vida estudantil no Ginásio Anchieta, na capital gaúcha, ingressando em 1912 no Colégio Militar de Porto Alegre.
Com atuação no Rio Grande do Sul por onde foi deputado federal cargo o qual foi deputado constituinte da Assembleia Nacional Constituinte de 1945 que promulgou a Constituição do Brasil de 1946.
Na Câmara dos Deputados exerceu oposição às posições de Luis Carlos Prestes.
Como militar, em 1950, passa para a reserva com a patente de general-de-brigada do Exército Brasileiro.

## Obras
Escreveu A Invasão de São Borja, livro lançado em Porto Alegre em 1935 pela editora Globo que trata sobre a batalha epônima travada durante o Cerco de Uruguaiana. Também publicou Epopéia Mato-Grossense.